# سون مینگمینگ
سون مینگمینگ (چینی: 孙明明؛ زادهٔ ۲۳ اوت ۱۹۸۳) بازیکن حرفه‌ای بسکتبال و هنرپیشه اهل چین است.
او بلندقدترین بازیکن بسکتبال جهان است و قدِ ۷ فوت ۹ اینچ (۲٫۳۶ متر) توسط رکوردهای جهانی گینس برای او ثبت شده است.
از فیلم‌ها یا مجموعه‌های تلویزیونی که وی در آن‌ها نقش داشته است می‌توان به ساعت شلوغی ۳ اشاره نمود.